# Massimiliano Caiazzo
Massimiliano Caiazzo (Castellammare di Stabia, 28 agosto 1996) è un attore italiano noto per il ruolo di Carmine nella serie televisiva Mare fuori, vincitore del Premio Fondazione Claudio Nobis per Piano
piano ai  Nastri d'argento 2023 e di due Ciak d'oro per Mare fuori.

## Biografia
È nato il 28 agosto 1996 a Castellammare di Stabia, nella città metropolitana di Napoli. Ha iniziato a studiare recitazione a 18 anni presso la scuola di cinema Méliès di Castellammare di Stabia, per poi proseguire gli studi a Roma. Nel 2012, ha recitato nei cortometraggi Sorrentum di Egidio Ferrara e Il simposio di Platone di Stefano Moffa. Nel 2016, ha debuttato in televisione, nella serie Furore. Nel 2018, è stato selezionato come uno dei nuovi dieci giovani talenti italiani da Officine Lab al Festa del Cinema di Roma. Dal 2020, interpreta Carmine Di Salvo nella serie prodotta da Rai Fiction Mare fuori. Nel 2020, ha ricevuto il premio Kinéo Giovani Rivelazioni alla 77ª Mostra internazionale d'arte cinematografica di Venezia e il Giffoni Explosive Talent Award al Giffoni Film Festival. L'anno seguente, ha recitato nel film School of Mafia, diretto da Alessandro Pondi, e nel cortometraggio Lui, diretto da Federico Mottica e ha vinto il premio Meno di Trenta per il miglior attore in una serie televisiva. Nel 2022, ha interpretato Ciro in Piano piano di Nicola Prosatore, per il quale ha vinto il Premio Fondazione Claudio Nobis ai Nastri d'argento 2023, e Riccardo Degli Espositi in Filumena Marturano di Francesco Amato. Nel 2023, ha vinto il Ciak d'oro per il miglior protagonista pubblico under 30 per Mare fuori. A partire dal 2025 interpreta il personaggio di Valerio nella serie TV Netflix Storia della mia famiglia.

## Filmografia

### Cinema
- School of Mafia, regia di Alessandro Pondi (2021)
- Piano piano, regia di Nicola Prosatore (2022)
- Storia di una notte, regia di Paolo Costella (2025)

### Televisione
- Furore - Capitolo secondo – serie TV (2016)
- Love Dilemma – serie TV, episodio 1x03 (2018)
- Desesperados – miniserie TV, episodio 1x05 (2019)
- Mare fuori, regia di Carmine Elia, Milena Cocozza e Ivan Silvestrini – serie TV (2020-2024)
- Filumena Marturano, regia di Francesco Amato – film TV (2022)
- Call My Agent - Italia - serie TV, episodi 2x03-2x05 (2024)
- Uonderbois – serie TV (2024)
- Storia della mia famiglia – serie TV (2025-in corso)

### Cortometraggi
- Sorrentum, regia di Egidio Ferrara (2012)
- Il simposio di Platone, regia di Stefano Moffa (2012)
- Lui, regia di Federico Mottica (2021)
- Unfitting, regia di Giovanna Mezzogiorno (2023)

### Webserie
- Mare fuori #confessioni (2023-2024)

## Riconoscimenti
- Nastro d'argento
  - 2023 – Premio Fondazione Claudio Nobis per Piano piano
- Ciak d'oro
  - 2022 - Miglior protagonista per il pubblico giovanile per Mare fuori
  - 2023 - Miglior protagonista pubblico under 30 per Mare fuori
- Mostra internazionale d'arte cinematografica di Venezia
  - 2020 - Premio Kinéo Giovani Rivelazioni
- Meno di Trenta
  - 2021 - Miglior attore in una serie televisiva per Mare fuori